# Christian Hasucha

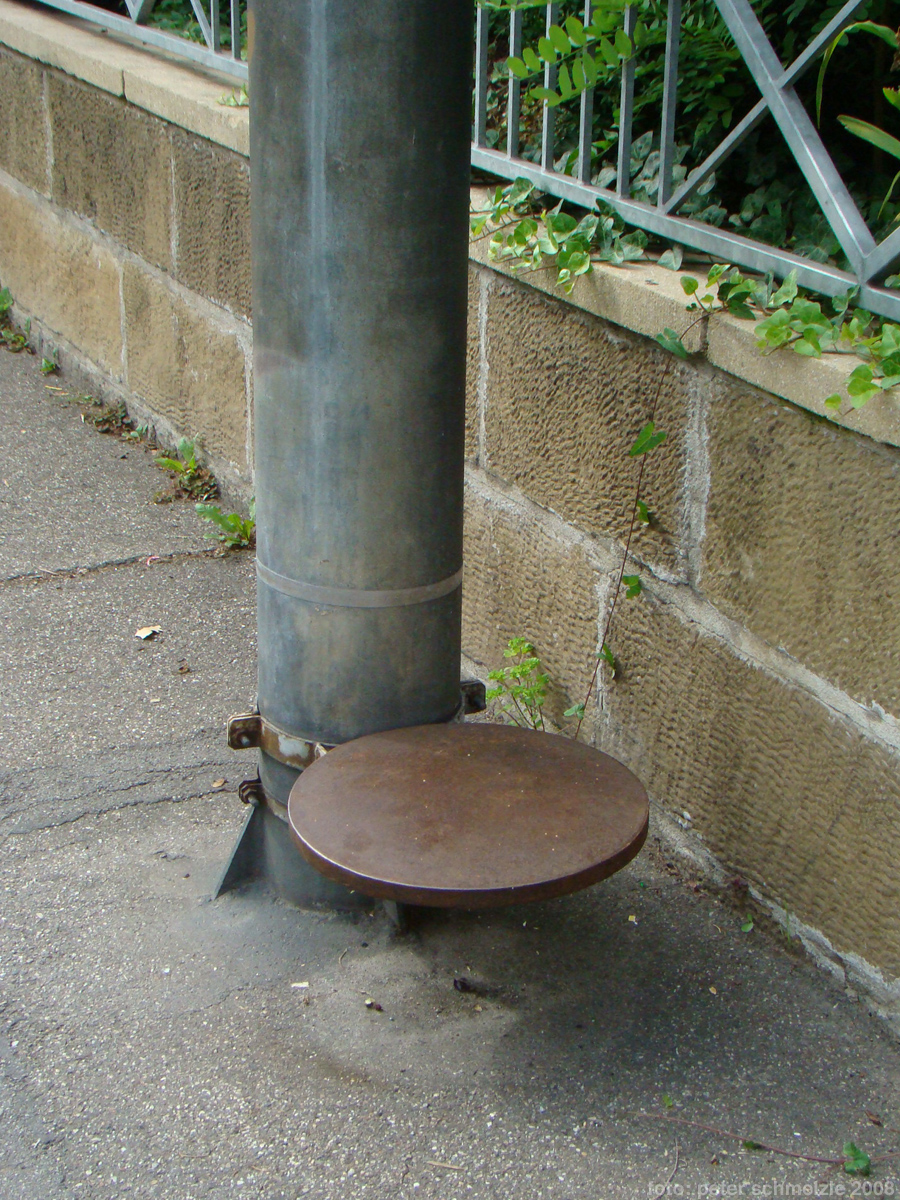
Plattform der Intervention P in Heilbronn

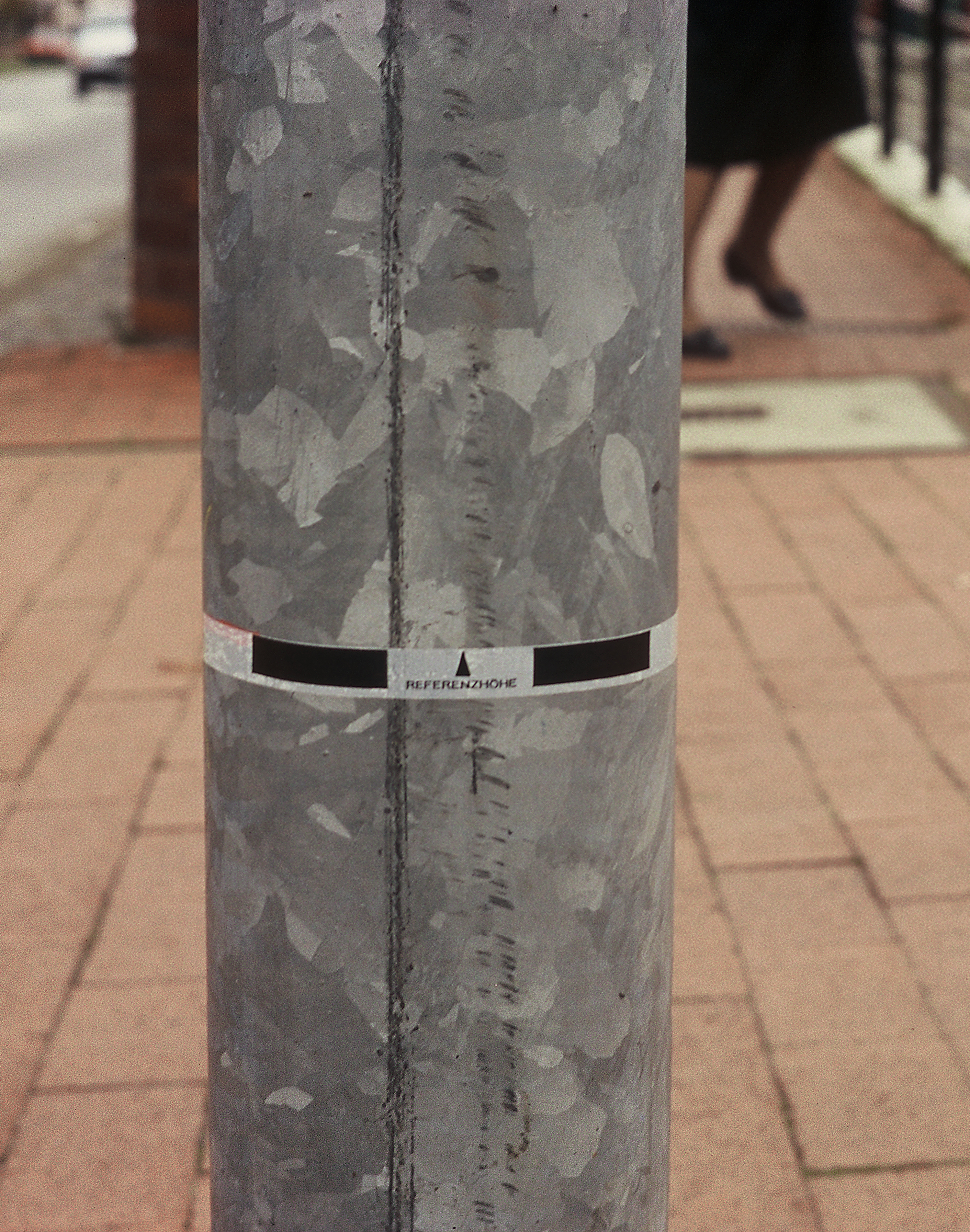
Ebene Tisch, Langenhagen, 1993

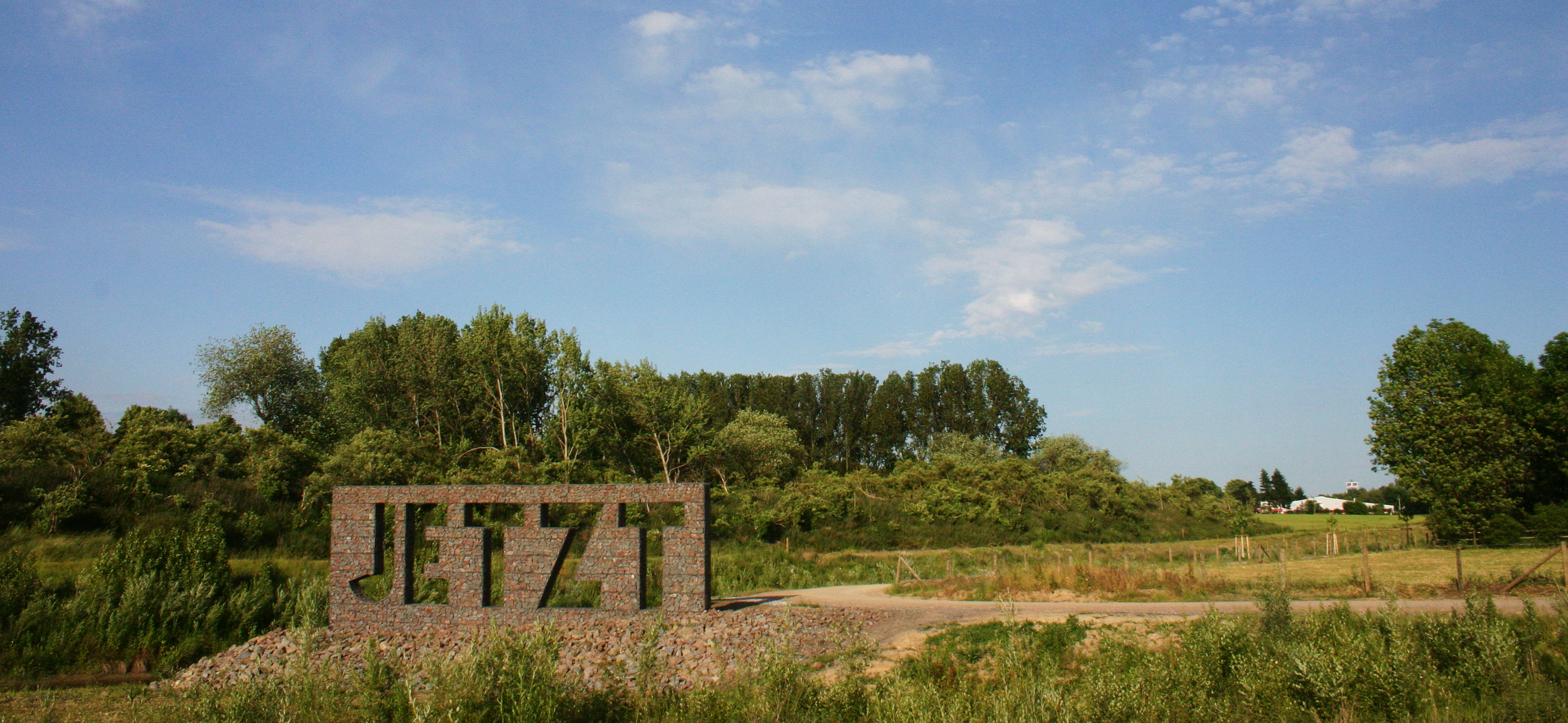
JETZT und der Fluss, Kamen, 2011

Christian Hasucha (* 1955 in Berlin-Neukölln) ist ein deutscher Streetart- und Installationskünstler, der insbesondere durch seine Öffentlichen Interventionen Bekanntheit erlangt hat. Dabei handelt es sich um eine seit 1981 im öffentlichen Raum dargebotene Reihe von Installationen.

## Leben
Hasucha studierte von 1975 bis 1981 Freie Kunst an der HdK Berlin (jetzt UdK Berlin), hatte unmittelbar danach ein DAAD-Stipendium in London und studierte dort weiter an der Chelsea School of Art. Bis auf die Jahre 1988 bis 1996, die er in Köln verbrachte und einer einjährigen Arbeitsreise durch Randgebiete Europas im Werkstattwagen, lebt und arbeitet er in Berlin.
Seine Arbeiten sind seit 1978 bereits in zahlreichen Orten zu sehen, die Öffentlichen Interventionen wurden zumeist von den Gemeinden oder den Kunstvereinen unterstützt. Seit 1984 hatte er Lehraufträge an der HdK Berlin, der Chelsea School of Art (London), der Kunstakademie Trondheim, der Universität Greifswald, der Universität für künstlerische und industrielle Gestaltung Linz und der Universität Köln. Von 2001 bis 2003 hatte Hasucha außerdem Gastprofessuren für „Ästhetik in Theorie und Praxis“ an der Universität Kassel, Fachbereich Architektur, und für „Kunst im öffentlichen Raum und neue künstlerische Strategien“ an der Bauhaus-Universität in Weimar, Fachbereich Gestaltung.

## Werk
Seit 1981 initiiert Hasucha so genannte Öffentliche Interventionen in ganz Europa. Dabei installiert er oft irritierende und widersprüchliche Objekte, die er Implantate nennt, im öffentlichen Raum. Diese Implantate reichen von sehr kleinen Objekten bis hin zu Nachbauten von Zimmern und Durchgängen. Die erste Intervention fand 1981 in Budapest statt, wo Hasucha die Flügel einer Rakete an öffentlichen Orten präsentierte. In London veränderte er bei der zweiten Intervention Pfützen auf schadhaften Straßenstellen und gab ihnen die Kontur von Reptilien. Die vierte Intervention Radio von 1984, gefördert von der Internationalen Bauausstellung Berlin, bestand aus einem betonierten Radio in einem Kreuzberger Hinterhof, das vier Wochen lang eine kurze Endlosschleife einer Kriminalfilmmusik abspielte. Die siebte Intervention JETZT wurde 1989 und 1990 in Köln und Frankfurt am Main dargeboten, wobei ein Akteur drei Wochen lang abends an exponierter Stelle neben einem Leuchtkasten saß und mit gelegentlichem Anschalten den Schriftzug JETZT in den Abendhimmel blitzen ließ. 
Die 16. Intervention, genannt P, bestand aus 50 Stahlpodesten, die nur wenige Zentimeter über Bodenhöhe an öffentlichen Masten in Heilbronn, Graz und Köln 1993/94 befestigt wurden und von freiwilligen Akteuren beliebig verwendet werden konnten. Bei der 18. Intervention findet Hasucha in Langenhagen in einer Imbissstube einen Stehtisch als Schnittpunkt zwischen öffentlichen und privatem Raum und markiert diese Höhe an 5.000 Pfählen von Laternen, Strommasten und Verkehrszeichen im ganzen Stadtgebiet. Wegen heftiger Bürgerproteste gegen diese Art der Kunst kürzt der Stadtrat den Etat der Reihe vor ort für das kommende Jahr. Bei der 34. Intervention Pulheimer Rochade wurde 1999/2000 eine etwa 25 m² große Fläche bei der Realschule in Pulheim für ein halbes Jahr gegen eine gleich große Fläche vor der fünf Kilometer entfernten Abtei Brauweiler mitsamt Straßenbelägen, Fahrradständern und Zaun ausgetauscht. Bei der 35. Intervention Günters Fenster baute Hasucha im Jahr 2000 in Mülheim an der Ruhr die Fensternische der Einzimmerwohnung seines Berliner Nachbarn nach, der dann dort für zwei Wochen täglich aus seinem Fenster schaute. Die 37. Intervention Transfer verbrachte Klebezettel von Berliner Straßenmasten an gleich dicke Rohrstücke, die Hasucha wiederum an Straßenmasten in Aschaffenburg befestigte. 
Bei seiner 48. Intervention Münster-Coerde Drehung drehte er den Hamann-Platz in Münster-Coerde für ein halbes Jahr um 180°. Seine 49. Intervention Eschbachzeit war Teil der Regionale 2006 in Nordrhein-Westfalen; Hasucha ließ die Zimmerpflanzen einer Berliner Mietwohnung auf einem dem Wohnungsgrundriss entsprechenden Floß an ihrer originalgetreuen Position im Raum auf einem See treiben. 
Die Reihe der Interventionen wird bis in die Gegenwart fortgeführt. Im Jahr 2007 war die 52. Intervention Kurz vor Heinde im Rahmen von LandArbeit 07 und unter Förderung durch die Kulturstiftung des Bundes, das Land Niedersachsen, die Stadt Hildesheim, die Friedrich-Ebert-Stiftung und die Universität Hildesheim zu sehen. Dabei handelte es sich um einen künstlich angelegten Hügel bei Heinde, der wegen eingearbeiteter Rollenlager mit dem Fahrrad scheinbar endlos zu erklimmen war. Beim 53. Projekt Die Reise im Jahr 2008 wurde während der Dauer von sechs Wochen ein fünf Meter langes balkenförmiges Gebilde in kleinen Schüben quer durch Burg Eisenhardt bei Bad Belzig transportiert. Im Jahr 2008 gab es neben weiteren Projekten außerdem das 55. Projekt +28,33, bei dem durch den temporären Umbau einer Galerie in Berlin-Moabit 28,33 Quadratmeter zusätzlicher öffentlicher Raum entstanden, sowie die Installation maintenant für die Projektreihe Horizons Sancy 2008, bei der ein 50 Meter langes Wort aus Buchstaben-Pontons für drei Monate auf einem See in der Auvergne bei Murat le Quaire schwamm. Im Rahmen der Renaturierung der Seseke fand 2010 das Projekt Über Wasser Gehen, bei dem Hasucha die Steinskulptur JETZT und der Fluss installierte.
2012 gewann Hasuchas Entwurf später sein wird den Sparda-Kunstpreis NRW. Das vorgesehene Ensemble, bei der ein kleines Apfelbäumchen in die ausladende Umriss-Schablone seiner eigenen Spätform wachsen soll, konnte im Sommer 2013 auf dem Hauptbahnhofsvorplatz Paderborn installiert werden. 2014 war es Bestandteil des von Florian Matzner kuratierten Stadtkunstprojektes Tatort Paderborn. Im gleichen Jahr begab sich Hasucha mit seinem Werkstattwagen auf eine halbjährige Arbeitsreise, die ihn bis in den Hohen Kaukasus in Georgien führte. Im Herbst 2014, unmittelbar nach seiner Rückkehr, ließ er in der Berlin-Neuköllner Galerie bauchhund salonlabor einen Re-Akklimatisierungsraum implantieren, der dann im Wesentlichen aus einem eingenordeten Nachbau seines Büros und einiger seiner Bürogeräte und -möbel bestand. Sein „echtes“ Büro lag ca. einen Kilometer weiter entfernt. In der Halböffentlichkeit des Galeriebetriebes machte Hasucha also noch einen Zwischenstopp und arbeitete hier fünf Wochen lang an der Dokumentation seiner Reiseinterventionen, bevor er wieder in die Abgeschlossenheit seines Atelierhauses zog.
Im Jahr 2019 gewann Hasucha das Wettbewerbsverfahren für eine künstlerische Gestaltung des Nöldnerplatzes in Berlin-Lichtenberg. Ziel des Wettbewerbs war es, den Platz sowie die Geschichte des Quartiers durch eine selbstbewusste künstlerische Aussage zu betonen. Im Januar 2020 wurde das Kunstwerk „Himmel über Nöldnerplatz“ eingeweiht. Nach eigener Aussage ließ sich Hasucha „von der Weite und dem freien Himmel über dem Platz inspirieren. Er fühlt sich dabei an frühere Reiseerlebnisse erinnert. Der Weite und den gesockelten Rasenteppichen des Nöldnerplatzes fügte er eine Szenerie hinzu, die in ihrer Vielschichtigkeit verschiedene Assoziationen zulässt: ein allseitig geschlossenes Hauszelt aus Aluminiumguss und eine Mastleuchte werden in räumlicher und formaler Proportion zur westlichen Rasenfläche stehen.“